# Thecocarcelia novella
Thecocarcelia novella är en tvåvingeart som först beskrevs av Louis-Paul Mesnil 1957.  Thecocarcelia novella ingår i släktet Thecocarcelia och familjen parasitflugor. Inga underarter finns listade i Catalogue of Life.